# 上海商品检验局
上海商品检验局，中国第一个应用科学方法对进出口商品进行检验的机构。1929年春成立，隶属国民政府工商部（后改实业部）。工作机构除正副局长及秘书室、事务处等行政机关外，设农产品、畜产品、生丝、桐油、化工产品及植物病虫害等检验处和一个技术研究会，各处有研究股。向美、日、德等国引进现代检验器械，招聘各类专业的留学生和本科大专毕业生任职。主要任务是根据1930年4月10日工商部公布的《商品检验暂行条例》，对各种进出口商品进行质量检验，同时研究和指导商品的生产、包装、储运等工作，促进对外贸易。曾出版中文版《国际贸易导报》、英文版《出口商品检验月刊》和各种专业书刊。该机构除抗日战争期间中断工作外，一直延续至中华人民共和国成立。